# Surviving (album)
Surviving è il decimo album in studio del gruppo musicale rock americano Jimmy Eat World. L'album è stato pubblicato il 18 ottobre 2019 tramite RCA ed Exotic Location Recordings. Dopo il tour a sostegno di Integrity Blues (2016) conclusosi a metà del 2017, la band ha iniziato a scrivere nuovo materiale. Dopo vari tour nel 2018 e all'inizio del 2019, la band ha registrato l'album nel loro studio di casa in Arizona, con il co-produttore Justin Meldal-Johnsen. Descritto come un disco rock alternativo, arena rock, emo, pop rock e pop punk, Surviving è stato paragonato ai primi album della band Chase This Light (2007) e Damage (2013).
Preceduto da un tour negli Stati Uniti con la band Third Eye Blind, All the Way (Stay) è stato pubblicato come singolo nel settembre 2019. La band è apparsa al Jimmy Kimmel Live! prima della pubblicazione di Surviving. È stato promosso con un video musicale per  il singolo 555 e tournée nel Regno Unito e negli Stati Uniti fino alla fine dell'anno.
Surviving ha raggiunto il numero 90 della Billboard 200 degli Stati Uniti. Al di fuori degli Stati Uniti, si è classificato in Australia, Austria, Germania, Svizzera e Regno Unito. Love Never ha ottenuto alcuni airplay, apparendo nelle classifiche Billboard Alternative e Rock Airplay.
Surviving ha ricevuto recensioni generalmente positive da parte della critica musicale. Su Metacritic, che assegna una valutazione normalizzata su 100 alle recensioni della critica, ha dato all'album un punteggio medio di 78, che indica "recensioni generalmente favorevoli", sulla base di 10 recensioni.
Il revisore di AllMusic Neil Z. Yeung ha detto che la Jimmy Eat World rinuncia alla "stagnazione della tarda era con l'equilibrato e avanzato Surviving". Ha trovato che fosse "semplice e facilmente riconoscibile, che scorre attraverso alti e bassi con la stessa potenza di qualsiasi cosa su Clarity o Futures". SowingSeason, membro dello staff di Sputnikmusic, ha proposto che "un titolo migliore avrebbe potuto essere 'Thriving', perché questo disco continua la loro corsa straordinariamente coerente e dimostra che sono ancora molto, o almeno vicini, al top del loro gioco".

## Tracce
1. Surviving – 3:04
2. Criminal Energy – 3:11
3. Delivery – 3:13
4. 555 – 3:41
5. One Mil – 3:07
6. All the Way (Stay) – 4:05
7. Diamond – 3:13
8. Love Never – 2:54
9. Recommit – 3:50
10. Congratulations – 6:11

## Formazione
Jimmy Eat World
- Jim Adkins – voce, chitarra
- Rick Burch – basso, cori
- Zach Lind – batteria, percussioni
- Tom Linton – cori, chitarra

Altri musicisti
- Robin Vining – cori (tracce 5 e 10)
- Rachel Haden - cori (traccia 6)
- James King - sassofono (traccia 6)
- Davey Havok - cori (traccia 10)
- Justin Meldal-Johnsen – tastiere

Produzione
- Justin Meldal-Johnsen – produttore, engineer
- Jimmy Eat World – produttore
- Mike Schuppan – engineer
- Dave Schiffman – engineer
- Jim Adkins – engineer
- Ken Andrews – missaggio
- Dave Cooley – mastering
- Nick Steinhardt – direttore artistico
- Ryan Sanders – direttore artistico
- Oliver Halfin – fotografia